# Jorge Rubén Lugones
Jorge Rubén Lugones SJ (* 31. Juli 1952 in Veinticinco de Mayo) ist ein argentinischer Geistlicher und Bischof von Lomas de Zamora.

## Leben
Jorge Rubén Lugones trat der Ordensgemeinschaft der Jesuiten bei, legte die Profess am 22. April 1979 ab und empfing am 3. Dezember 1988 die Priesterweihe. 
Papst Johannes Paul II. ernannte ihn am 2. Juni 1999 zum Bischof von Orán. Die Bischofsweihe spendete ihm der Erzbischof von Buenos Aires, Jorge Mario Bergoglio SJ, am 30. Juli desselben Jahres; Mitkonsekratoren waren Juan José Iriarte, Alterzbischof von Resistencia, und Carmelo Juan Giaquinta, Erzbischof von Resistencia. Die Amtseinführung im Bistum Orán fand am 6. August desselben Jahres statt.
Am 14. Oktober 2008 wurde er zum Bischof von Lomas de Zamora ernannt und am 22. November desselben Jahres in das Amt eingeführt.